# إكين تيكين
إكين تيكين هي بلدة في مقاطعة أنديجان في ولاية أنديجان في أوزبكستان.